# 城資永
城 資永（じょう すけなが）は、平安時代末期の越後の武将。父は越後平氏の一族である城資国。母は清原武衡の娘。別諱は助長。

## 略歴
城氏は桓武平氏維茂流で、越後平氏と呼ばれた。平氏政権期において越後国を支配していた。資永はその棟梁として、保元の乱においても惣領家の平清盛に従い活躍して、都で検非違使を務めていたこともあり、北国における有力豪族の筆頭として、同族の清盛らの信頼は厚かった。
清盛の死後の治承5年（1181年）、後を継いだ平宗盛から信濃で挙兵した木曾義仲の追討を命じられる。自信に満ちた資永は「甲斐・信濃両国においては、他人を交えず、一身にして攻落すべき由」と平家に願い出たという（『玉葉』治承4年12月3日条）。平家の絶大な期待の元、越後、会津四郡、出羽南部の軍兵一万を集めるが、出陣直前の2月24日に卒中を起こし、翌25日に急死した。資永の急死は相次ぐ反乱の対処に追われる平家に大きな打撃となった。
資永の後は弟の助茂（長茂）が継ぐが、平家の没落とともに徐々に衰退を余儀なくされた。